# Watthalde
Die Watthalde ist ein vom Landratsamt Karlsruhe durch Verordnung vom 15. Oktober 1962 ausgewiesenes Landschaftsschutzgebiet auf dem Gebiet der Stadt Ettlingen im Landkreis Karlsruhe. 

## Lage und Beschreibung
Das 19,6 Hektar große Landschaftsschutzgebiet liegt am Westhang des Wattkopfs am östlichen Rand des Ettlinger Stadtgebiets.
Das Gebiet wurde früher zum Weinbau genutzt und ist durch zahlreiche Trockenmauern gegliedert. Heute wird Gebiet von einem lockeren Gehölzbestand, vielen brachgefallenen und von Gebüschsukzession bedeckten Grundstücken und zahlreichen Freizeitgrundstücken und kleingärtnerischen Nutzungen geprägt. Die Trockenmauern sind Lebensraum für seltene Arten, wie den Milzfarn (Asplenium ceterach).